# Corre
Corre település Franciaországban, Haute-Saône megyében. Lakosainak száma 594 fő (2022. január 1.). Corre Vougécourt, Aisey-et-Richecourt, Bourbévelle, Demangevelle, Montcourt, Ormoy és Ranzevelle községekkel határos.

## Népesség
A település népességének változása:
| Lakosok száma | 575  | 589  | 614  | 596  | 601  | 603  | 596  | 596  | 594  |
|               | 2013 | 2015 | 2016 | 2017 | 2018 | 2019 | 2020 | 2021 | 2022 |